# MRPS2
MRPS2‏ (Mitochondrial ribosomal protein S2) هوَ بروتين يُشَفر بواسطة جين MRPS2 في الإنسان.

## الوظيفة
تُشفَّر البروتينات الريبوسومية للميتوكوندريا الثديية بواسطة الجينات النووية، وتساعد في تخليق البروتين داخل الميتوكوندريا. تتكون الريبوسومات الميتوكوندريا من وحدة فرعية صغيرة 28S ووحدة فرعية كبيرة 39S. وتقدر نسبة البروتين إلى الرنا الريبوسومي في هذه الريبوسومات بنحو 75% مقارنة بالريبوسومات البدائية، حيث تنعكس هذه النسبة. وهناك فرق آخر بين الميتوكوندريا الثديية والريبوسومات البدائية وهو أن الأخيرة تحتوي على الرنا الريبوسومي S5. ومن بين الأنواع المختلفة، تختلف البروتينات التي تشكل الميتوكوندريا بشكل كبير في التسلسل، وأحيانًا في الخصائص الكيميائية الحيوية، مما يمنع التعرف عليها بسهولة من خلال تشابه التسلسل. تشفر هذه الجين بروتين الوحدة الفرعية 28S الذي ينتمي إلى عائلة البروتين الريبوسومي S2. وقد لوحظت متغيرات النسخ الموصولة بشكل بديل لهذا الجين.